# Elba (Nebraska)
Elba – wieś w Stanach Zjednoczonych, w stanie Nebraska, w hrabstwie Howard.